# Dolerus pachycerus
Dolerus pachycerus är en stekelart som beskrevs av Hartig 1837. Dolerus pachycerus ingår i släktet Dolerus, och familjen bladsteklar. Enligt den finländska rödlistan är arten starkt hotad i Finland. Det är osäkert om arten förekommer i Sverige. Artens livsmiljö är stränder.